# Sinfonia n. 7 (Schubert)
La Sinfonia n. 7 è una sinfonia in quattro movimenti in Mi maggiore, Op. D 729, scritta, ma non finita, da Franz Schubert nell'agosto 1821.

## Storia
Sebbene il lavoro (che comprende circa 1300 battute) sia strutturalmente completo, Schubert ha orchestrato solo l'introduzione lenta e le prime 110 battute del primo movimento. Il resto del lavoro, tuttavia, continua sulla partitura in pagine di 14 righi musicali, come una linea melodica con bassi o contrappunti occasionali, fornendo indizi sui cambiamenti nella struttura orchestrale.
Pare che Schubert avesse messo da parte la sinfonia per lavorare alla sua opera Alfonso und Estrella e non vi sia mai più tornato sopra. Il manoscritto fu consegnato dal fratello di Schubert, Ferdinando, a Felix Mendelssohn e fu successivamente acquisito da Sir George Grove, che lo lasciò in eredità al Royal College of Music di Londra.
Ci sono almeno tre completamenti: di John Francis Barnett (1881), Felix Weingartner (1934); più recentemente Brian Newbould nel 1980 ne ha realizzato una versione con grande rispetto filologico. L'opera è ora generalmente accettata come la Settima Sinfonia di Schubert, una denominazione che alcuni studiosi avevano preferito lasciare per la chimerica "Sinfonia Gastein" che si è creduto per molto tempo scritta e persa nel 1824, e che ora è generalmente identificata come la Sinfonia n. 9 "La grande in do maggiore".

## Strumentazione
Questa sinfonia è strumentata per una forza orchestrale ancora più grande dell'ottava e della nona sinfonia di Schubert. La partitura prevede doppi fiati, quattro corni, due trombe, tre tromboni, timpani e archi.

## Movimenti
Sinfonia n. 7 in Mi maggiore (Schubert/Weingartner)
- Adagio ma non troppo (Mi minore) – Allegro (Mi maggiore)
- Andante (La maggiore)
- Scherzo: Allegro deciso (Do maggiore) - Trio (La maggiore)
- Allegro vivace (Mi maggiore)

Sinfonia n. 7 in Mi maggiore (Schubert/Newbould)
- Adagio – Allegro
- Andante
- Scherzo: Allegro
- Allegro giusto

Audio playback is not supported in your browser. You can download the audio file.
(La dicitura originale è ffz invece di fz)